# 심통원
심통원(沈通源, 1499년 ~ 1572년 7월 8일)은 조선 중기의 권신, 척신이다.
두 번 과거에 급제하여 1537년(중종 21년) 별시문과에 장원 급제한 뒤 1546년(명종 1년) 문과중시에 병과로 급제했다. 관직은 승지, 대사헌, 한성부 판윤, 공조판서, 예조판서, 의정부 우찬성, 좌찬성, 이조판서 등을 지내고 우의정을 거쳐 좌의정, 영중추부사 겸 약방 도제조에 이르러 기로소에 들어갔다. 자(字)는 사용(士容), 호는 욱재(勖齋), 만취당(晩翠堂)이고, 본관은 청송(靑松)이다. 별칭은 심상공(沈相公)이다.
1565년 왕의 외척으로 윤원형 등과 함께 권력을 남용했다는 탄핵을 받고 사직했으나, 1567년 선조가 즉위한 후 율곡 이이 등의 탄핵을 받고 관직을 삭탈당했다.
서인의 초대 당수 심의겸, 심충겸 형제 및 명종의 왕비인 인순왕후의 종조부이다. 이량, 김안로, 윤임, 윤원형, 윤원로 등과 함께 조선 중기의 대표적인 척신 세력이었으며, 특히 이량, 윤원형과 함께 3흉으로 불렸다.

## 생애

### 출생과 가계
1499년 세조 때, 영의정을 지낸 청송부원군(靑松府院君) 심회의 증손으로, 갑자사화 때, 연산군에 의해 참수된 심순문(沈順門)의 4남으로 태어났다. 그는 조선의 개국공신 심덕부의 5대손으로, 세종의 장인 심온이 그의 고조부이다.
명종 때, 영의정을 지낸 청천부원군(靑川府院君) 심연원, 기묘명현(己卯名賢) 심달원, 동지돈녕부사 심봉원(沈逢源)의 동생이다. 명종의 장인 청릉부원군(靑陵府院君) 심강의 숙부로, 그 딸인 명종비 인순왕후는 심통원의 종손녀이다. 선조 때 병조판서를 지낸 서인의 초대 영수 청양군(靑陽君) 심의겸, 선조 때, 병조판서를 지낸 청림군(靑林君) 심충겸 형제와 청성부원군 심희수(沈喜壽)의 종조부이기도 하다.
기억력이 비상하여 어려서부터 천재로 불렸다. 1519년(중종 13) 생원시에 13등으로 입격하여 생원이 되었다. 그 뒤 여러 번 과거에 응시했으나 낙방하다가, 1537년(중종 31년) 별시문과에 장원으로 급제하였다.

### 관료 생활
1541년(중종 36) 종사관의 물망에 올랐다. 1543년 2월 세자 시강원 필선(世子侍講院弼善)으로 재직 중 경연에서의 강론이 바르지 못하다 하여 사헌부의 탄핵을 받았다. '이때 학술이 바르지 못하여 평소 물론이 있고 전에 본원(本院)의 사서(司書)로 있으면서 서연(書筵)에서 강론할 즈음에 바르지 못한 논리를 발설하고도 굳게 고집하고 좀처럼 반성하지를 않는다'고 하자 왕이 수락하여 면직되었다.
이후 문과 중시(文科重試)에 병과로 합격하여, 홍문관 부응교로 등용된 뒤 시강관(侍講官)으로 임금의 학문을 돕다가, 직제학이 되어 조정의 공문서를 도맡아 작성하였다. 1546년(명종 1) 사간원 대사간, 1547년 병조참지, 승정원 동부승지가 되고, 1548년 승정원 우부승지, 좌부승지를 거쳐 우승지가 되고, 1549년 좌승지, 경상도 관찰사를 역임했다. 이어 예조참판, 대사헌을 거쳐 바로 형조참판이 되었다. 이후 한성부 판윤, 1557년 7월 공조판서를 지냈다.
1558년 초 풍기군수 장문보(張文輔)의 장계를 받고 우의정 안현(安玹) 등과 함께 훼손된 안향의 영정을 개수, 복원하는 것을 주선하였다. 1558년 8월 예조판서 등을 지냈으며, 명나라에 파견되는 동지사(冬至使)로 연경에 다녀오기도 했다. 1558년 12월 의정부 우찬성으로 승진했고, 1559년 의정부 좌찬성 등을 지냈다.
1560년 초 이조판서가 되었다가 의정부 우의정으로 승진, 심통원은 영의정을 지낸 심연원에 이어 정승 자리에 오르면서, 형제 정승으로 이름을 날렸다.
1564년 의정부 좌의정에 이르고, 기로소에 들어갔다. 그 뒤 명종이 자신의 외삼촌 윤원형을 견제할 목적으로 이량을 세우자, 윤원형의 경쟁자이기도 했던 심통원은 그를 지원하였다. 1565년 왕의 외척으로서 윤원형 등과 권력을 남용하고 뇌물을 받아 물의를 빚었으며, 3사로부터 탄핵을 받고, 좌의정에서 물러나, 영중추부사로 전임되었으며 약방 도제조를 겸하였다.
한편 그는 새로 영의정이 된 이준경과도 갈등하였다.

### 명종 임종 직전
병약한 명종은 후사도 없이 임종을 목전에 두었는데, 이준경은 덕흥군의 셋째 아들인 하성군 균을 왕재로 보았다. 그러나 외척인 좌의정 심통원은 다른 뜻을 품고 있어 동의할 낌새가 없었다. 그러자 이준경이 심통원에게 일렀다.
"태의가 전하를 진맥해 본 결과 아무 약이 효험이 있다고 하니 좌상께서 내의원 별당으로 가서 그 약을 좀 가져오시지요." 심통원은 수하에게 영상의 명을 대행하게 했다. 그러자 이준경은 눈을 부릅뜨고 심통원을 꾸짖었다. "전하의 환우가 심히 불안한 지경인데 상감께 올릴 약을 어찌 아랫사람에게 시킨단 말이오!"
심통원은 얼른 사과하고는 손수 내의원 별당 다락으로 올라가 약을 찾았다. 그때 이준경은 다락으로 통하는 문을 잠가버렸다. 그리고 다급히 명종을 배알하고는 후사를 지명할 것을 주청했다. "아직 나라의 근본이 정해지지 않았으니 하교해 주시기 바랍니다." 숨이 턱에 받친 명종이 간신히 입을 열어 "덕흥군 제삼자"라고 말하니 이준경이 뒤를 돌아보고는 큰 소리로 따라 외쳤다. 주서 황대수가 큰 글자로 받아 적어 등에 지고 나갔고, 이로써 하성군이 왕업을 물려받으니 그가 바로 선조였다.

### 말년과 사후
선조가 즉위한 뒤 심통원은 1567년 명종 때의 외척으로 윤원형 등과 함께 뇌물을 받고 권력을 축재하였다는 율곡 이이의 탄핵을 받았다. 왕대비의 가까운 친척이라는 이유로 죄를 감면하자는 여론이 나오기도 했으나, 아부한 죄로 삼사의 탄핵을 받았고, 이이 등이 다시 탄핵상소를 올려 관직을 삭탈당했다. 1572년 사망 당시 향년 73세였다.
경기도 포천군 소홀면(뒷날 포천시 소흘읍) 이곡리 42번지 산에 안장되었으며, 1575년(선조 8) 묘소 근처에 신도비가 건립되었다. 묘소는 포천시의 향토유적 제16호 《심통원선생 묘 및 신도비》로 지정되었다.

## 가족 관계[8]
- 아버지 : 증 영의정 심순문(沈順門)
- 어머니 : 증 정경부인 평산 신씨 - 사헌부 감찰 신영석(申永錫)의 딸
  - 형 : 청천부원군(靑川府院君) 심연원(沈連源, 1491 ~ 1558) 
    - 조카 : 청릉부원군(靑陵府院君) 심강(沈綱, 1514 ~ 1567) - 명종의 국구
      - 종손녀 : 인순왕후

  - 형 : 심달원(沈達源, 1494 ~ 1535)
  - 형 : 심봉원(沈逢源)[9]
  - 부인 : 정경부인 전주 이씨(全州 李氏, 1502 ~ ?) - 덕림군 이자(德林君 李孜)의 장녀[10]
    - 장녀 : 청송 심씨(1526 ~ ?) - 함평 이씨 군수 이황(李璜)의 처
    - 장남 : 심뇌(沈鐳, 1527 ~ ?)
    - 며느리 : 경주 이씨 - 현감(縣監) 이옹(李㙲)의 딸
    - 며느리 : 문화 류씨 - 내금위(內禁衛) 류화(柳和)의 딸 
      - 손자 : 심언명(沈彦明, 1561 ~ ?)[11]

    - 차남 : 심횡(沈鈜, 1532 ~ ?) - 대호군(大護軍)
    - 며느리 : 하음 봉씨 - 감찰(監察) 봉의(奉誼)의 딸 
      - 손녀 : 심유옥(沈酉玉, 1549 ~ ?)
      - 손녀 : 심환생(沈患生, 1555 ~ ?)

    - 3남 : 심화(沈鏵, 1534 ~ ?) - 진사(進士), 증 이조참판
    - 며느리 : 한산 이씨 - 사성(司成) 이출(李秫)의 딸 
      - 손자 : 심극명(沈克明, 1556 ~ ?)
      - 손자 : 심종명(沈宗明, 1558 ~ ?)
      - 손자 : 심언명(沈彦明, 1561 ~ ?)[12]

    - 4남 : 심전(沈錪)
    - 며느리 : 전주 이씨 - 부원정(富原正) 이이(李頥)의 딸
    - 차녀 : 심어돈개(沈於頓介, 1544 ~ ?)
    - 차녀 사위 : 목천 상씨 상시손(尙蓍孫) - 판관(判官) 
      - 외손녀 : 상은이(尙銀伊, 1558 ~ ?)

## 평가
이량, 윤원형과 함께 삼흉(三凶)이라 불렸다. 혹은 이기, 윤원형과 함께 삼흉으로도 불렸다.

## 백운동서원, 소수서원이 되다
1543년 풍기군수 주세붕의 백운동서원 설립 이후 6년 뒤인 1549년 후임 풍기군수 퇴계 이황이 경상도 관찰사 심통원(퇴계 이황의 문인 심의겸의 종조부)에게 편지를 썼다.
때는 1545년 을사사화로 사림 출신 정치가들이 집단으로 숙청된 이후였다.
"(서원) 이름이 역사에 수록되지 않는다면 오래도록 전해지지 못하게 될까 걱정스럽다."(근재집(謹齋集), 이황, '방백 심통원에 올리는 편지(與沈方伯通源 書)')
백운동서원을 국가가 공인해달라는 편지였다.
이듬해 1550년 어전회의에서 좌의정 심연원(명종왕비 인순왕후와 심의겸의 조부)이 명종에게 백운동서원 이야기를 꺼냈다.
막강 실세 심연원은 경상관찰사 심통원의 친형이다.
"백운동에 땅과 노비는 있으니 이름과 책을 하사하시라." (1550년 '명종실록' 2월 11일)
두 달 뒤 명종이 '紹修(소수)'라는 이름과 책을 백운동에 내리니, 이게 영주에 있는 조선 최초의 사액(賜額·왕이 현판을 내린) 서원, 소수서원이다.
국가가 사설 교육기관 서원을 처음으로 공인한 것이다.

이후 사액서원 토지에는 세금이 면제되고 서적과 노비가 하사되는 관행이 법제화되었다.— 2019년 1월 30일 조선일보 - [박종인의 땅의 歷史] "가뭄 구제보다 중한 것이 교화로다!"

## 심통원을 연기한 배우들
- 이종만 - KBS 드라마 《불멸의 이순신》(2005년)

## 같이 보기
| - 심덕부 - 심온 - 심회 - 심강 - 인순왕후 - 심연원 - 심달원 - 심의겸 - 심충겸 - 연산군 - 중종 - 이량 - 윤원형 | - 인종 - 명종 - 선조 - 을사사화 - 중종 반정 - 문정왕후 - 김안로 - 윤원로 - 윤임 - 이감 - 전성군 이대 - 정양군 이순 - 이기 - 이이 | - 기묘사화 - 심정 - 심전 - 심뇌 - 심우승 - 심희수 - 심수경 - 덕흥대원군 - 홍길동 - 임꺽정 - 임권 - 임억령 - 전우치 - 이황 - 소수서원 |

## 참고 서적
- 박영규, 한권으로 읽는 조선왕조실록 (웅진닷컴 2004)
- 국립중앙도서관 편집부, 국역 동책정수 (국립중앙도서관, 2006)
- 박윤규, 재상 (이가서, 2005)